# 上维斯塔阿莱格里
上维斯塔阿莱格里是巴西圣保罗州的一个市镇。总面积95.297平方公里，总人口5597人，人口密度58.7人/平方公里。

## 行政
- IBGE编码：3556909
- 邮政编码：15920
- 市长：Luís Antônio Fiorani